# Diversinervus
Diversinervus is een geslacht van vliesvleugeligen uit de familie Encyrtidae. De wetenschappelijke naam van dit geslacht is voor het eerst geldig gepubliceerd in 1915 door Silvestri.

## Soorten
Het geslacht Diversinervus omvat de volgende soorten:
- Diversinervus cervantesi (Girault, 1933)
- Diversinervus desantisi Compere, 1931
- Diversinervus elegans Silvestri, 1915
- Diversinervus madgaoensis Hayat, Alam & Agarwal, 1975
- Diversinervus masakaensis Compere, 1940
- Diversinervus orarius Prinsloo, 1985
- Diversinervus paradisicus (Motschulsky, 1863)
- Diversinervus redactus Prinsloo, 1985
- Diversinervus scutatus Compere, 1931
- Diversinervus silvestrii Waterston, 1916
- Diversinervus smithi Compere, 1940
- Diversinervus stramineus Compere, 1938